# Mega (Onlinedienst)
MEGA (Rekursives Akronym für Mega Encrypted Global Access) ist ein 2013 gegründeter Filehosting-Dienst. Hochgeladene Dateien können anderen Benutzern zur Verfügung gestellt („geteilt“) werden, auch nicht angemeldeten. Kim Dotcom gründete den Dienst und war bis August 2013 in führender Position tätig. Seither hat sich das Unternehmen zunehmend von Dotcom distanziert. Es gilt als ein Nachfolger von Megaupload.

## Entstehung und Vorgeschichte
Die Entstehung geht auf den 2005 gegründeten One-Click-Hoster Megaupload zurück. Am 19. Januar 2012 wurde der Megaupload-Gründer Kim Schmitz, auch bekannt als Kim Dotcom, verhaftet. Schmitz sah sich im Recht und schaltete exakt ein Jahr nach seiner Verhaftung den Dienst Mega online. Die Ankündigung dazu auf Twitter (übersetzt): „In diesem Moment vor einem Jahr wurde #Megaupload von der US-Regierung zerstört. Willkommen bei Mega.co.nz“. Kurz darauf twitterte Schmitz, dass sich tausende Nutzer pro Minute registrieren würden, wodurch der Dienst stark ausgelastet sei. Zur damaligen Zeit war er oft in verschiedenen Medien (u. a. dem Spiegel) vertreten, da Megaupload starke Verbreitung genoss und gegen Ende hin auch von diversen Prominenten beworben wurde.
Mega folgte zwar dem gleichen Grundprinzip wie Megaupload, machte jedoch einiges anders. Neu war vor allem die clientseitige Verschlüsselung, die hochgeladene Daten noch auf dem Gerät des Nutzers verschlüsselt. Durch diese Art der Ende-zu-Ende-Verschlüsselung hat der Betreiber keinen Zugang zu den Daten. Für Nutzer erhöht dies Sicherheit und Datenschutz, sofern die Verschlüsselung wirksam und korrekt eingebaut wurde. Generell lehnte sich das Konzept mehr an Cloudspeicherdienste wie Google Drive oder Dropbox an. So erhielt jeder Nutzer lediglich 50 GB Speicherplatz. Dies ist für kostenfreie Cloudspeicher vergleichsweise viel, unterscheidet sich jedoch stark vom Konzept des Vorgängers. Bei Megaupload konnte jeder Dateien in unbegrenzter Größe hochladen. Lediglich das Herunterladen wurde beschränkt – diese Einschränkungen konnten mit einem kostenpflichtigen Abo aufgehoben werden. Bei Mega muss sowohl für Speicherplatz als auch Datenverkehr bezahlt werden. Exakte Limits nennt das Unternehmen nicht. Laut Nutzern ist das Volumen für Downloads variabel, da zahlende Nutzer bevorzugt werden. Die verbleibenden Kapazitäten werden unter den kostenfreien Nutzern aufgeteilt.

## Geschichte

Erstes Logo 2013

Mega wird von dem in Auckland, Neuseeland ansässigen Unternehmen Mega Limited betrieben, das im Jahr 2013 zu 89,31 % Dotcoms Ehefrau Mona gehörte. Bis 2015 wurden jedoch größere Mengen der Unternehmensanteile veräußert. CEO ist seit 7. Februar 2013 Vikram Kumar, ehemaliger CEO der Organisation InternetNZ, die sich für den Schutz des Internets in Neuseeland einsetzt. Mega ging am 19. Januar 2013 online, genau ein Jahr nachdem in Neuseeland die Razzia auf dem Anwesen von Kim Dotcom durch die neuseeländische Polizei begonnen hatte, in deren Folge Megas Vorgängerdienst Megaupload vom Netz ging und sämtliche Server und die darauf befindlichen Daten weltweit beschlagnahmt wurden. Ursprünglich sollte die Website den Domainnamen „me.ga“ verwenden, doch der Ministerpräsident von Gabun verweigerte die Genehmigung für die Internet-Domain.
Seit 16. Februar 2013 akzeptiert Mega über den Reseller BitVoucher die Währung Bitcoin und ermöglicht so eine anonyme Bezahlung. Am 4. Juli wurde die Android-App veröffentlicht, da der Dienst nicht im Webbrowser von Android verwendet werden konnte. Am 27. November wurde die iOS-App veröffentlicht, die unter anderem den Kauf von Mega Pro via In-App-Kauf ermöglicht.
Am 9. August 2013 gab Kim Dotcom bekannt, dass Mega 2014 einen eigenen, sicheren E-Mail-Dienst veröffentlichen werde. Dieser soll Nutzern die Möglichkeit bieten, verschlüsselte E-Mails zu verschicken und zu empfangen, ohne von der NSA überwacht werden zu können. Seit September 2014 bietet Mega einen verschlüsselten Videochat an, zunächst in einer Beta-Version. Mit Stand Januar 2017 wurde die Beta-Phase verlassen. Über die Chat-Funktion lassen sich auch Audio- oder Videoanrufe tätigen und andere Teilnehmer für Gruppen-Chats einladen. Im März 2014 gab Mega im Zusammenhang mit der Meldung, an der neuseeländischen Börse gemeldet werden zu wollen, bekannt, dass 7 Millionen registrierte Nutzer den Dienst aufrufen. Nach eigenen Angaben erhöhte sich die Nutzerzahl bis Februar 2015 auf über 15 Millionen, bis April 2016 auf etwa 40 Millionen und bis August 2016 auf 50 Millionen registrierte Nutzer. Im Dezember 2016 begrüßte Mega in einem Weihnachtsgruß seine inzwischen 62 Millionen registrierten Nutzer.
Ende Juli 2015 distanzierte Kim Dotcom sich in einer Fragerunde auf Slashdot öffentlich von Mega. Er sagte, das Unternehmen habe „unter einer feindlichen Übernahme durch einen chinesischen Investor gelitten, nach dem in China wegen Betrugs gefahndet wird“, und dass er nicht glaube, „dass eure Daten bei Mega noch sicher sind.“

## Eigenschaften
Mega verwendet ein Freemium-Geschäftsmodell, bei dem der Basisdienst mit 20 GB Speicher gratis angeboten wird. Darüber hinausgehende Dienste wie mehr Speicher oder mehr Bandbreite sind kostenpflichtig. Neben der Nutzung im Browser lässt sich Mega mit der kostenlos bereitgestellten Software MEGAsync auch zur automatischen Synchronisation und Datensicherung beliebiger Ordner nutzen.

### Verschlüsselung
Alle Dateien werden vor dem Hochladen mittels des AES-128-Algorithmus verschlüsselt. Auf den Mega-Servern liegen nur verschlüsselte Dateien, auf die ohne das Verschlüsselungspasswort nicht zugegriffen werden kann. Da dieses nicht an die Mega-Server gesendet wird, könnten Dateien nicht auf Urheberrechtsverletzungen überprüft werden und wären somit vor Hackern oder anderen Benutzern ohne das Passwort geschützt. Beim Herunterladen der Dateien werden sie lokal im Webbrowser wieder entschlüsselt.
Seit 21. Januar 2016 kann der Quellcode vieler MEGA-Dienste (wie Webclients oder Smartphone-Apps) frei verfügbar über Github auf Sicherheitslücken überprüft werden.

## Kritik

### Verschlüsselung
Es wurde 2013 kritisiert, dass die Infrastruktur des Dienstes durch von der Website nachgeladenen JavaScript-Code angreifbar sei. Dieser wird auf Authentizität und Integrität durch die Verwendung eines als unsicher geltenden MAC-Algorithmus (CBC-MAC) überprüft. Mega reagierte auf die Kritik mit einem Bonusprogramm für gefundene Fehler in der Verschlüsselung, laut dem der Finder bis zu 10.000 € erhalte.